# Zákupy
Zákupy (in tedesco Reichstadt) è una città della Repubblica Ceca facente parte del distretto di Česká Lípa, nella regione di Liberec.

## Il castello

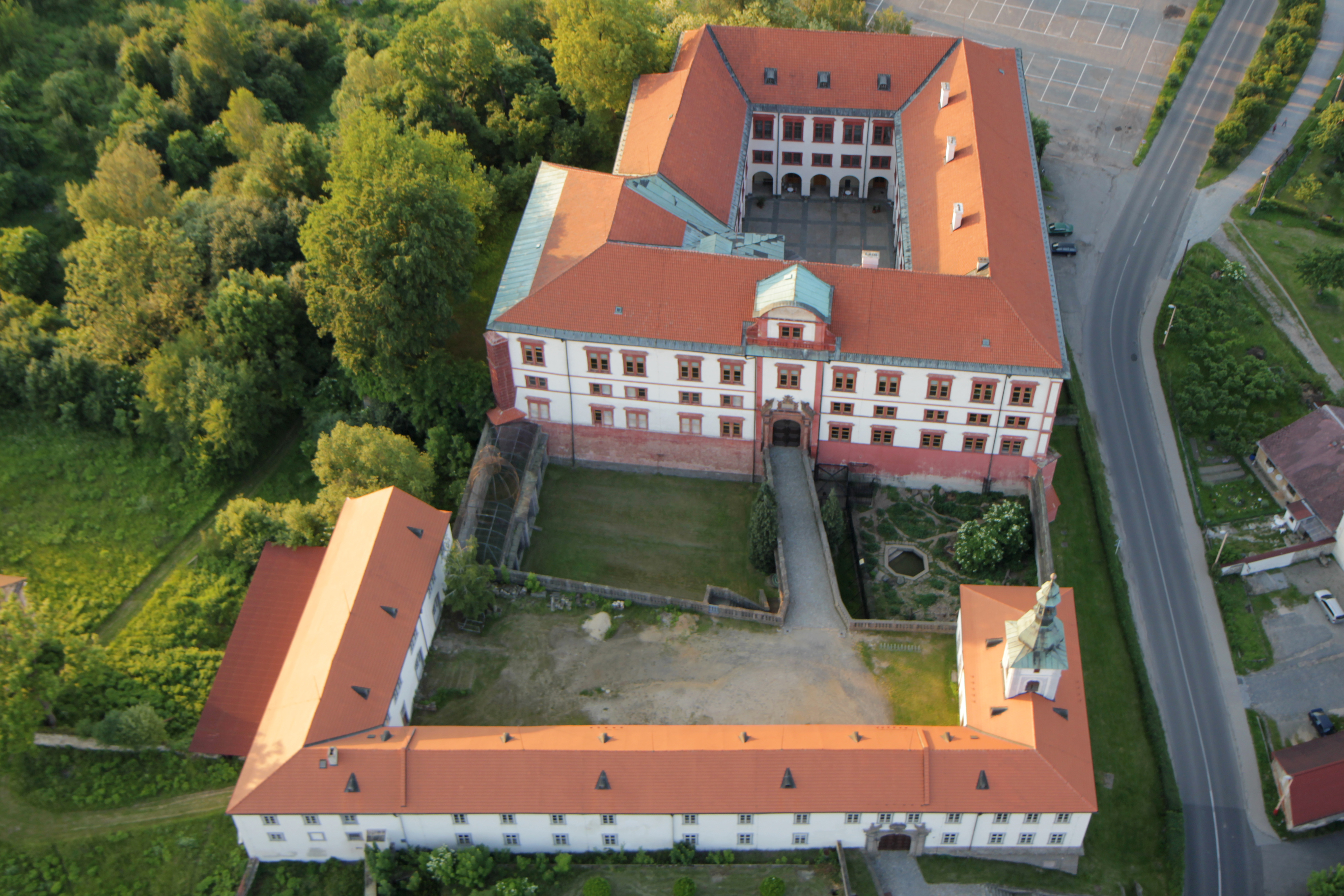
Il castello dall'alto

Il castello, originariamente rinascimentale, dei Berka di Dubá venne ricostruito in forme barocche nel 1683 e poi ancora nel XVIII secolo. Nel 1805 il castello divenne proprietà del ramo toscano degli Asburgo.
Nel 1849 lo utilizzò Ferdinando I d'Austria come residenza estiva. Risalgono a quest'epoca gli interni curati dall'architetto Jan Bělský, con sculture di Václav Levý e dipinti di Josef Matěj Navrátil e Jan Zachariáš Quast.